# 松岡富雄

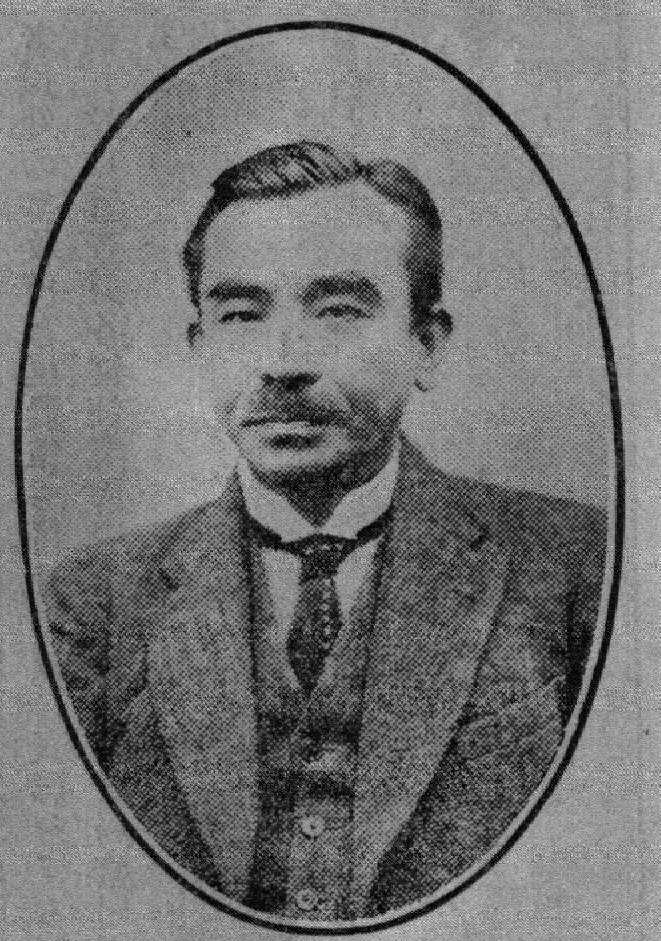
松岡富雄肖像

松岡富雄（日语：／ Matsuoka Tomio */?，1870年4月22日—？），日本肥後國（今熊本縣）人，企業家，將高爾夫球引進臺灣。

## 生平
松岡富雄明治三年三月二十二日（1870年4月22日）生於肥後國八代郡高田村:345（今熊本縣八代市），1884進入德富蘇峰所開設的大江義塾讀書，1889年自東京府尋常中學（今東京都立日比谷高等學校）畢業，1891年入讀札幌農學校豫科（預科），翌年退學:543。1895年擔任熊本縣肥南杭木合資會社取締役:345，1896年任熊本縣溫泉改良株式會社取締役，是年9月當選熊本縣議員:543:345，1901年被推選為肥後生糸共同組合長:7。
1903松岡富雄因擔任臨時臺灣糖務局囑託而前往臺灣:543，7月進入大目降（今臺南市新化區）甘蔗試作場擔任舍監:6。當時臺灣的甘蔗種植範圍幾乎局限濁水溪以南地帶，松岡在試作場引進玫瑰竹種進行實驗:241，發現甘蔗尤其是該品種不宜種植於旱地，更適合在灌溉便利的田裡栽種，並利用臺灣總督府民政長官兼糖務局長祝辰巳至臺灣南部視察時建議應更新臺灣的甘蔗品種，並申請經營苗圃，獲祝辰巳支持；加上其亦得到在札幌農學校就讀時的好友小花和太郎（代理糖務課長兼庶務課長）、今井兼次（時任糖務局技手）之援助，遂開始投入蔗苗培植:6。1906年辭去囑託之職務，租用糖務局所屬的臺中甘蔗苗圃進行蔗苗培育，1907年創設松岡製糖所，在臺中設置改良糖廍，自菲律賓引進技術人員，採用「馬尼拉」式製糖法。後在臺中廳協助下，說服當地農民由種稻改種甘蔗，增加甘蔗產量，成為第一位在臺灣中部實施水田蔗作的日本人:7。
1910年與松方正熊、山下秀實、安部幸兵衛等人設立帝國製糖株式會社:218，任專務取締役:544，此外於1910年、1911年向臺灣總督府申請於凍仔腳、十張犁開採石油。1912年9月受總督府委託赴菲律賓、新加坡、爪哇、暹羅（泰國）視察殖產狀況，1913年卸任專務取締役，赴桃園郡、新竹郡考察蔗苗培育，並於鹿港從事開墾。1917年至臺灣新聞社任取締役一職:544，該年合資成立「南洋開發組合」:77處理臺灣人移民事務:4，並創辦比律賓（菲律賓）拓殖合資會社、松岡興業會社:544，從事麻、椰子等農產品之販賣及土地的開墾:2。
1918年松岡富雄自菲律賓返回臺灣，順勢將高爾夫運動引至該地，其返回臺灣後沒幾天便招待臺灣總督府秘書課長石井光次郎及民政長官下村宏至料亭（高級餐廳）吃飯，同時講解高爾夫球規則，最後說該運動需要「很大的場地」。石井光次郎起初用馬場町練兵場的一部份做了一個簡陋的高爾夫球場雛形，後來1919年淡水開設了淡水高爾夫球場，為臺灣第一個高爾夫球場:230-232。
1919年擔任臺灣製麻株式會社取締役、臺灣製紙株式會社取締役、臺灣製粉株式會社取締役。1917創立苗栗製糖組合，專門製造黑砂糖，當時第一次世界大戰爆發，松岡趁著好景氣收購附近的銅鑼、三湖及樹杞林等黑砂糖製糖所，將之合併，改稱松岡拓殖會社:210-211，進而於1919年成立新竹製糖株式會社，任專務取締役:544:345。1920年獲選為臺中州協議會員:2:345:28，1921年擔任第一屆臺灣總督府評議員及臺中市勸業委員、土木委員。1925年任臺中市社會事業委員及市區計劃委員:544，1943年11月13日獲頒綠綬褒章:338。
松岡富雄與林獻堂往來密切。1941年7月30日海南製粉會社召開會議，松岡為取締役，林獻堂為監察役；會後其招待林獻堂和陳炘吃飯。戰後初期林獻堂曾派其子保護松岡，使其住宅不被中國來臺官員徵收，亦協助松岡處理其土地佃租問題:8。